# Sottevast

Sottevast este o comună în departamentul Manche, Franța. În 1 ianuarie 2022 avea o populație de 1.455 de locuitori.